# Ana Wagener
Ana Álvarez Wagener (Las Palmas de Gran Canaria, 1962) is een Spaans actrice.

## Filmografie

### Film
Uitgezonderd korte films en televisiefilms.
| Filmografie als actrice |                                   |
| Jaar                    | Titel                             |
| 1999                    | Plenilunio                        |
| 2000                    | ¿Tú qué harías por amor?          |
| 2000                    | El Bola                           |
| 2000                    | Besos para todos                  |
| 2003                    | Torremolinos 73                   |
| 2003                    | La suerte dormida                 |
| 2003                    | Las voces de la noche             |
| 2004                    | El séptimo día                    |
| 2004                    | Horas de luz                      |
| 2004                    | 7 vírgenes                        |
| 2004                    | Vida y color                      |
| 2004                    | Azuloscurocasinegro               |
| 2005                    | Cabeza de perro                   |
| 2006                    | ¿Por qué se frotan las patitas?   |
| 2007                    | Tocar el cielo                    |
| 2008                    | 8 citas                           |
| 2008                    | El patio de mi cárcel             |
| 2008                    | El amor se mueve                  |
| 2008                    | Los años desnudos (Clasificada S) |
| 2010                    | Biutiful                          |
| 2010                    | Todo lo que tú quieras            |
| 2010                    | Secuestrados                      |
| 2011                    | La voz dormida                    |
| 2011                    | El perfecto desconocido           |
| 2012                    | Fènix 11:23                       |
| 2013                    | Los amantes pasajeros             |
| 2014                    | A escondidas                      |
| 2015                    | Vulcania                          |
| 2017                    | Contratiempo                      |
| 2018                    | El reino                          |
| 2018                    | Tu hijo                           |
| 2018                    | Durante la tormenta               |
| 2019                    | Legado en los huesos              |
| 2020                    | Adú                               |
| 2020                    | Ofrenda a la tormenta             |

- Biblioteca Nacional de España: XX4672069
- Gemeinsame Normdatei: 115323615X
- International Standard Name Identifier: 0000 0001 2255 3552
- Library of Congress Control Number: no2014153737
- Virtual International Authority File: 172354202
- WorldCat: E39PBJmHJqykDpb8Q4Vkt6hT73